# Zamarada acichemena
Zamarada acichemena är en fjärilsart som beskrevs av Louis Beethoven Prout 1934. Zamarada acichemena ingår i släktet Zamarada och familjen mätare. Inga underarter finns listade i Catalogue of Life.